# Głubczyce-Las
Głubczyce-Las – osada w Polsce, w województwie opolskim, w powiecie głubczyckim, w gminie Głubczyce. Znajduje się tu nieczynny przystanek kolejowy na likwidowanej linii kolejowej Racławice Śląskie – Głubczyce.
Do 2023 miejscowość była przysiółkiem wsi Lwowiany.
Do 31 grudnia 2024 miejscowość nosiła nazwę Głubczyce-Las Marysieńka.
W latach 1975–1998 przysiółek administracyjnie należał do ówczesnego województwa opolskiego.